# أحمديليون

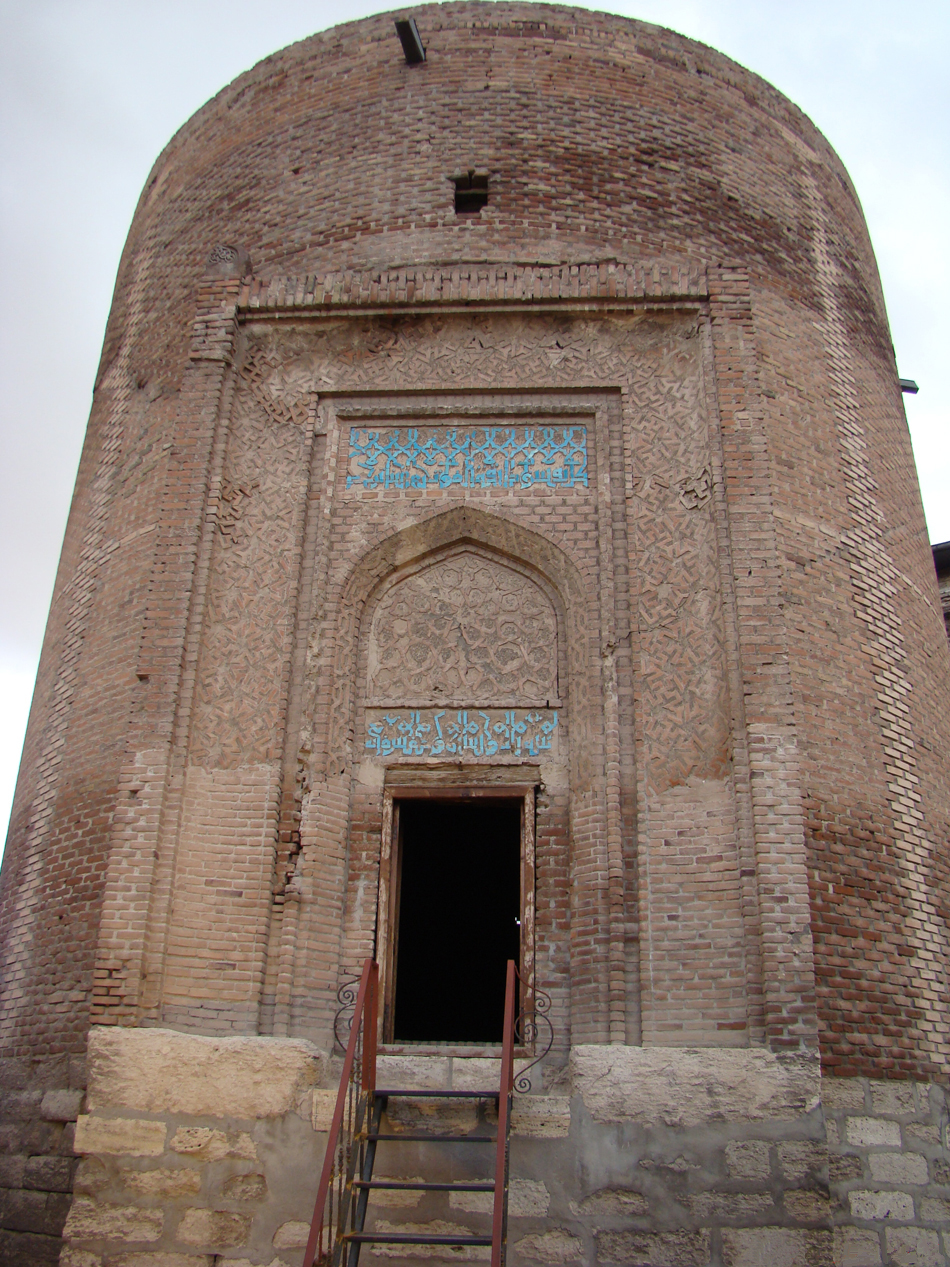

الأحمديليون أو بنو روّاد ، أسرة أقامت لها حكماً في جزء من أذربيجان بين مدينتي تبريز ومراغة في مطالع القرن الخامس الهجري.

## الأسرة الأحمديلية
حسب الموسوعة العربية:
| الحاكم                    | الحقبة                  |
| ------------------------- | ----------------------- |
| وهسوذان بن محمد           | من 420 إلى 450 هـ       |
| أحمديل                    | من 450 إلى 510 هـ       |
| آق سنقر الأول             | من 510 إلى 527 هـ       |
| خاص بك                    | من 527 0 إلى نحو 570 هـ |
| فلك الدين                 | من نحو 570 إلى ؟ هـ     |
| علاء الدين آق سنقر الثاني | من ؟ إلى 604 هـ         |

حسب زامباور:
| الحاكم                          | سنة    |
| ------------------------------- | ------ |
| وهسوذان [الثالث] بن مملان       | 420 هـ |
| مملان بن وهسوذان (خضع للسلاجقة) | 450 هـ |
| ظهير الدين السّلار بختيار        | 511 هـ |

## المصدر
1. ↑  مظهر شهاب، مظهر. "الأحمديليون". الموسوعة العربية. هئية الموسوعة العربية سورية- دمشق. مؤرشف من الأصل في 2016-04-28. اطلع عليه بتاريخ حزيران 2014 م. {{استشهاد ويب}}: تحقق من التاريخ في: |تاريخ الوصول= (مساعدة) والوسيط |الأخير= و|مؤلف= تكرر أكثر من مرة (مساعدة)
2. ↑  المستشرق زامباور (1400 هـ). معجم الأنساب والأسرات الحاكمة في التاريخ الإسلامي. بيروت: دار الرائد العربي - أخرجه زكي محمد حسن بك وحسن احمد محمود وآخرون. ص. 276. {{استشهاد بكتاب}}: تحقق من التاريخ في: |سنة= (مساعدة)